# جامعة الفيوم
جامعة الفيوم بدأت بهذا الاسم في اغسطس 2005 ولكنها كانت موجودة من قبل باعتبارها فرعاً لجامعة القاهرة من عام 1979 حيث بدأت بكلية التربية ثم كلية الزراعة وفي عام 1984 بدأت الدراسة في كليتى الخدمة الاجتماعية والهندسة. تضم جامعة الفيوم الآن تسعة عشر كلية هي: التربية، والتربية النوعية، والتربية للطفولة المبكرة، والتربية الرياضية، ودار العلوم، والآداب، والألسن، والطب، وطب الفم والأسنان، والصيدلة، والتمريض، والهندسة، والحاسبات، والعلوم، والزراعة، والحقوق، والخدمة الاجتماعية، والسياحة والفنادق، والآثار. ومعهدين هما: المعهد الفني للتمريض، ومعهد دراسات دول حوض النيل. ويدرس بالجامعة قرابة 1800 عضو هيئة تدريس ومعاونيهم لنحو 25 ألف طالب وطالبة.

## كليات الجامعة
- كلية التربية
- كلية الزراعة
- كلية الهندسة
- كلية الخدمة الإجتماعية
- كلية دار العلوم
- كلية العلوم
- كلية السياحة والفنادق
- كلية التربية النوعية
- كلية الآثار
- كلية الطب
- كلية الآداب
- كلية الحاسبات والذكاء الاصطناعي
- كلية التربية للطفولة المبكرة
- كلية التمريض
- كلية طب الأسنان
- كلية الصيدلة
- كلية الحقوق
- كلية الألسن

## مقومات الجامعة
- الحرم الجامعى وتبلغ مساحته 50 فدان ويقع بحى الجامعة بمدينة الفيوم.
- الحرم الجامعى الجديد على مساحة 100 فدان بمنطقة كوم أوشيم شمال محافظة الفيوم.
- مبنى إدارة الجامعة ويشمل مكتب رئيس الجامعة ونوابه.
- قاعة الاحتفالات الكبرى وسعتها (1000) كرسى وهي أيضاً مزودة بأحدث أجهزة الصوت والإضاءة والتكييف المركزى.
- المدن الجامعية وهي تستوعب حوالى (4500) طالب وطالبة وتحقق أكبر نسبة استيعاب لطلاب الجامعة بين الجامعات المصرية.
- المطبعة المركزية والمطعم المركزى والإدارة الطبية.

## العلاقات الدولية
تم توقيع مذكرات تفاهم بين جامعة الفيوم والجامعات والهيئات العلمية التالية:
- جامعة ويلز (المملكة المتحدة)
- جامعة ياوندي (الكاميرون)
- جامعات الينوي وفلوريدا وابليشن وكنساس (الولايات المتحدة الأمريكية)
- جامعة ننبو (الصين)
- جامعة كسلا (السودان)
- جامعات كارلتون وماك ماستر ووترلو وتورنتو (كند)
- جامعة العلوم التكنولوجية (اليمن)
- جامعات فيرجينيا وكلورادو (الولايات المتحدة)
- جامعة طشقند (أوزبكستان)
- جامعة بكين (الصين)
- جامعة تارتو (استونيا)
- هيئة التعاون الدولي اليابانية (جايكا)
- المركز الطبي بكوماموتو اليابانية
- الصندوق المصري للتعاون الفني (وزارة الخارجية المصرية)
- جامعات كورل - دبلن - لمبرين (أيرلندا)
- جامعة سالينتو (إيطاليا)
- جامعة ميلانو (إيطاليا)
- جامعة سيشوان (الصين)
- جامعة فلسطين (فلسطين)
- جامعة كيوشو (اليابان)
- جامعة زيجيانج (الصين)

## رؤساء الجامعة
- جلال مصطفى سعيد (2005-2008)
- أحمد مجدي الجوهري (2008-2011)
- عبد الحميد عبد التواب صبري (2011 - 2014)
- خالد إسماعيل حمزة (2014_ 2018)
- أحمد جابر شديد ( 2018 - الآن )
- أشرف عبد الحفيظ رحيل (قائم بأعمال رئيس الجامعة 2018 - الآن)

## وصلات خارجية
- الموقع الرسمي